# 拉泽高速公路
拉萨至泽当快速公路，简称拉泽高速公路，是连接中国西藏自治区首府拉萨与山南的高速公路。该公路起于拉萨市达孜区德庆镇 雅叶高速（林芝－拉萨段）互通枢纽，止于山南市扎囊县桑耶镇 曲乃高速（贡嘎机场ー泽当段）。项目概算总投资94.3亿元，其设计采用双向四车道一级公路标准建设，设计时速80公里，含互通式立交桥2座，服务区兼互通1处、枢纽互通式2处。线路上的圭嘎拉隧道项目，是项目控制性工程，也是高海拔地区世界第一长的公路隧道。该高速于2024年12月18日通车试运营。